# Solva verpa
Solva verpa är en tvåvingeart som först beskrevs av Günther Enderlein 1921.  Solva verpa ingår i släktet Solva och familjen lövträdsflugor. Inga underarter finns listade i Catalogue of Life.